# Карапет
Карапет (арм. Կարապետ — предтеча, предшественник, предвестник) — персонаж армянской мифологии, после принятия армянами христианства отождествляемый с Иоанном Крестителем (Иоанном Предтечей).
Большинство сюжетов и мотивов, связанных с ним, имеют дохристианское происхождение; сам персонаж перенял функции древних богов. Карапет в мифах, сказаниях, верованиях и песнях выступает подобно Михру победителем всех дэвов: он заключает их в темницу, но один из них, Хромой дэв, просит Карапета избавить его от тюрьмы, обещая до судного дня служить в монастыре, посвящённом Карапету, выметая из него золу.
Карапет — хранитель армян. При наступлении врага, благодаря его помощи, армяне побеждают и истребляют вражеские войска. Его назвали Мшо Султан (Султан Муша-Тарона — места его монастыря) или Султан Святой Карапет. Карапет (подобно архаическому богу Тиру) — покровитель искусств, одаривающий людей способностями к музыке, поэзии, приносящий удачу в спортивных состязаниях (Сурб Карапеты твац, «одарённый святым Карапетом»). К нему обращали свои молитвы народные певцы-музыканты (ашуги), канатные плясуны, акробаты и борцы.
Также Карапет — одно из самых распространённых в Армении мужских имён.

## Внешний вид
В средневековом эпосе «Таронская война» и мифологизированных сказаниях Карапет подобен богу-громовержцу — это гремящий в облаках длинноволосый муж с пурпурной короной на голове, с крестом, в одежде, сверкающей, как пламя.